# Großer Plötzsee (Angermünde)
Das Naturschutzgebiet Großer Plötzsee liegt auf dem Gebiet der  Stadt Angermünde im Landkreis Uckermark in Brandenburg.
Das Naturschutzgebiet  erstreckt sich südwestlich von Neuhof und nördlich von Görlsdorf, einem Ortsteil von Angermünde. Östlich des Gebietes verläuft die B 198 und südwestlich die Kreisstraße K 7347. Südöstlich fließt die Welse, ein linker Nebenfluss der Oder, westlich erstreckt sich der Große Peetzigsee.

## Bedeutung
Das rund 46,2 ha große Gebiet mit der Kenn-Nummer 1054, das zum Biosphärenreservat Schorfheide-Chorin gehört, wurde mit Verordnung vom 12. September 1990 unter Naturschutz gestellt. „Es handelt sich um die Seenfläche des Großen Plötzsees mit einer 100 Meter breiten Schutzzone entlang des Ufers. Schutzziel ist die Erhaltung von Lebensräumen bedrohter Tier- und Pflanzenarten.“